# Winfried Frey (Germanist)

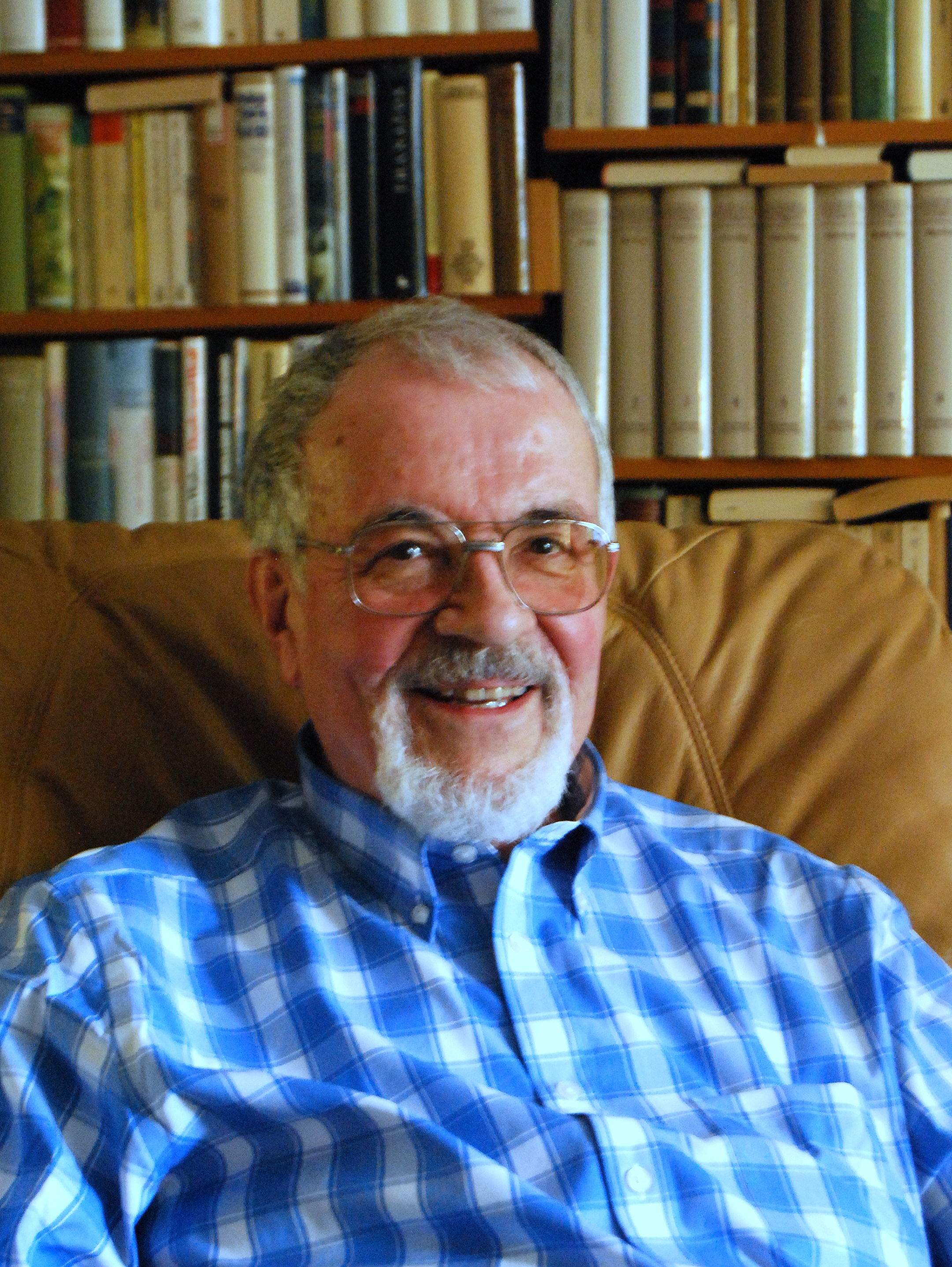
Winfried Frey (2018)

Winfried Hubert Frey (* 10. November 1940 in Bruchsal/Baden; † 26. September 2024 ebenda) war ein deutscher Germanist und Antisemitismusforscher.

## Leben
Frey stammte aus einer badischen Handwerker- und Bauernfamilie und besuchte zwischen 1946 und 1950 eine Grundschule in seinem Geburtsort.

### Bildungsgang und Beruf
Anschließend absolvierte Frey ab 1950 das mathematisch-naturwissenschaftliche Justus-Knecht-Gymnasium in Bruchsal, wo er im Jahr 1959 das Abitur ablegte. Ab 1959 leistete Frey den Wehrdienst und studierte anschließend zwischen 1960 und 1966 in Heidelberg und Freiburg im Breisgau die Fächer Germanistik, Geschichte und Politische Wissenschaften. Im Jahr 1966 legte er das Staatsexamen mit einer Arbeit über Gottfried von Straßburg ab und promovierte 1970, inzwischen nach Frankfurt am Main gewechselt, über das Thema Textkritische Untersuchungen zu Ottes Eraclius.
Im Jahr 1972 erhielt er eine Professur im Fachbereich für Deutsche Philologie am Institut für Deutsche Sprache und Literatur der Johann-Wolfgang-Goethe-Universität in Frankfurt/Main. Er wurde im Jahr 2003 emeritiert.

### Engagement
Frey sah sein Lebenswerk in der Erforschung der Vorgeschichte des Antisemitismus in vielfältigen deutschen Texten des Mittelalters und der Frühen Neuzeit (z. B. theologische Schriften, Predigten, geistliche und weltliche Spiele, Pamphlete, Flugschriften) und deren Wirkung bis in das 21. Jahrhundert, um so deren Mythisierung und Verharmlosung entgegenzuwirken. Damit und durch weitere Aktivitäten (z. B. Partnerschaft Airaines / Piława Górna / Kriftel; Scholars für Peace in the Middle East) setzte er sich für die friedliche Koexistenz aller Religionen und Völker ein.

### Auszeichnungen
Frey engagierte sich für die Aussöhnung von Christen und Juden. Hierfür wurde ihm im Mai 2016 das Bundesverdienstkreuz am Bande des Bundesverdienstordens verliehen. Bereits im Jahr 2001 hatte Frey die Ehrenplakette der Gemeinde Kriftel für sein politisches Engagement erhalten. Im November 2014 war ihm die Partnerschaftsmedaille der Gemeinde Kriftel verliehen worden.

### Privatleben
Frey war katholischen Bekenntnisses. Er war Mitglied der Arbeiterwohlfahrt und der Sozialdemokratischen Partei Deutschlands. Seit dem Jahr 1966 war er verheiratet mit der Altphilologin und Anglistin Uta Frey († 26. Januar 2022). Winfried Frey starb am 26. September 2024.

## Forschung und Lehre
Frey widmete sich in Lehre und Forschung vor allem dem Thema des Antisemitismus in der Literatur des Mittelalters und der frühen Neuzeit, ein Zeitalter, das beispielsweise „in Passions- und Fastnachtsspielen eine Fülle an Beispielen für menschliche Intoleranz und Stigmatisierung biete“. Als Autor konnte Frey für seine wissenschaftlichen Werke in Deutschland erst einen Herausgeber finden, nachdem eine seiner Arbeiten in Tel Aviv durch den dort lebenden Historiker Walter Grab veröffentlicht worden war.

### Forschungsschwerpunkte
Eine Auswahl der Forschungsschwerpunkte Freys findet sich auf Internetseite der Johann-Wolfgang-Goethe-Universität Frankfurt/Main: Deutsche Literatur des Mittelalters und der frühen Neuzeit, besonders:
- Antijudaismus in deutschen Texten im o.a. Zeitalter und seine Fortwirkung
- Religiöse Literatur
- Didaktische Literatur
- Reiseliteratur

### Mitgliedschaften in wissenschaftlichen Vereinigungen
Frey war Mitglied folgender wissenschaftlicher Vereinigungen:
- Europäische Totentanzvereinigung
- Gesellschaft zur Erforschung der Geschichte der Juden (GEGJ)
- Internationales Mediävistisches Colloquium
- Mediävistenverband e.V.
- Oswald von Wolkenstein-Gesellschaft
- Vereinigung für Jüdische Studien e.V. (VjS)

### Verzeichnis der Veröffentlichungen
Frey publizierte im Laufe seines langen Berufslebens zahlreiche Veröffentlichungen publiziert, die auf einer Internetseite der Universität Frankfurt/Main abgerufen werden können.